# Simon Petru

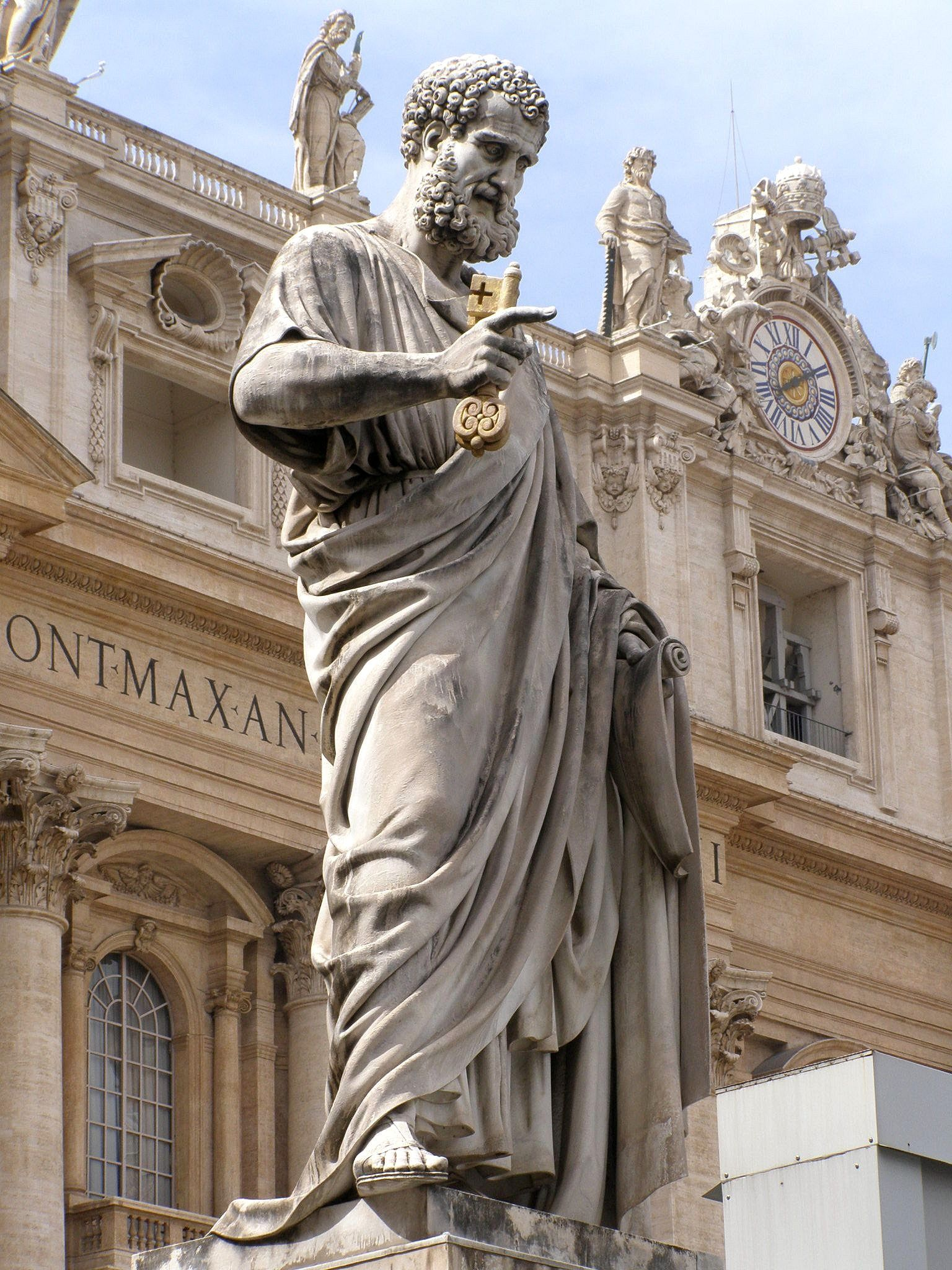
Statuia Sfântului Petru din fața Bazilicii Sf. Petru, reprezentat cu cheile Raiului

Simon Petru, sau Shimon Bar-Yona, Kefa (arameică: כיפא), cunoscut ca Sfântul Petru sau Apostolul Petru (în greacă:O Απόστολος Πέτρος), în folclor Sânpetru; n. 1 î.Hr., Betsaida, Districtul de Nord, Israel – d. 65 d.Hr., Roma antică (oraș)⁠(d), Imperiul Roman) a fost un pescar evreu din Betsaida (localitate pe malul nordic al lacului Genesareth, astăzi probabil el-Araj sau et-Tell, Israel), unul din primii discipoli ai lui Isus din Nazaret. Simon Petru este considerat, în mod tradițional, ca unul dintre cei doisprezece apostoli. A fost fratele mai mare al apostolului Andrei. Tradiția bisericească îl consideră drept primul episcop al Romei, asupra consecințelor care decurg din acest fapt existând divergențe între Biserica Catolică și Bisericile Ortodoxe.

## Viața
Conform datelor din Evanghelia lui Ioan, Petru și fratele său, Andrei, ar fi fost originari din Betsaida (Ioan 1:44). În conformitate cu Evanghelia lui Marcu (cea mai timpurie), Petru a locuit în Capernaum, la marginea Lacului Ghenezaret (Ginossar sau Kineret) din Galileea. Petru a fost căsătorit. Acolo avea o casă în care locuia cu soacra sa (în acest sens, vezi Marcu 1:30-31, precum și Luca 4:38).

#### Discipol al lui Isus din Nazaret
Numele său inițial a fost Simon Bar Yona (în ebraică שמעון בר יונה - Șimon, fiul lui Yona). Conform evangheliștilor Marcu, Luca și Ioan, Isus l-a numit "piatră" (în aramaică "Kefa"), nume consemnat sub forma Πετρος în greacă  și tradus în latină ca Petrus.

#### După moartea lui Isus pe cruce
Petru a fost unul dintre întemeietorii primei comunități iudeo-creștine din Ierusalim (împreună cu apostolii Iacob, fratele lui Isus și Ioan). A fost de părere că numai evreii pot fi convertiți la creștinism. A avut unele controverse ideologice cu Apostolul Pavel. Pavel a susținut ideea universalității noii credințe, a necesității răspândirii noii religii și la alte popoare, nu numai la evrei. 
După decapitarea Apostolului Iacob cel Bătrân în anul 44 e.n., la ordinul regelui Irod Agrippa I (40-44 d.Hr.) a fost arestat și Petru, după revenirea sa în Ierusalim. Ar fi fost ținut în lanțuri, între alți doi deținuți, dar eliberat, în mod miraculos, de un înger (Faptele Apostolilor, 12). După ce Iacob cel Tânăr a devenit șeful comunității iudeo-creștine din Ierusalim, Petru a făcut o călătorie la Antiochia (în Turcia de astăzi), după care i s-a pierdut, pentru o vreme, urma.

#### Ultimii ani și martiriul

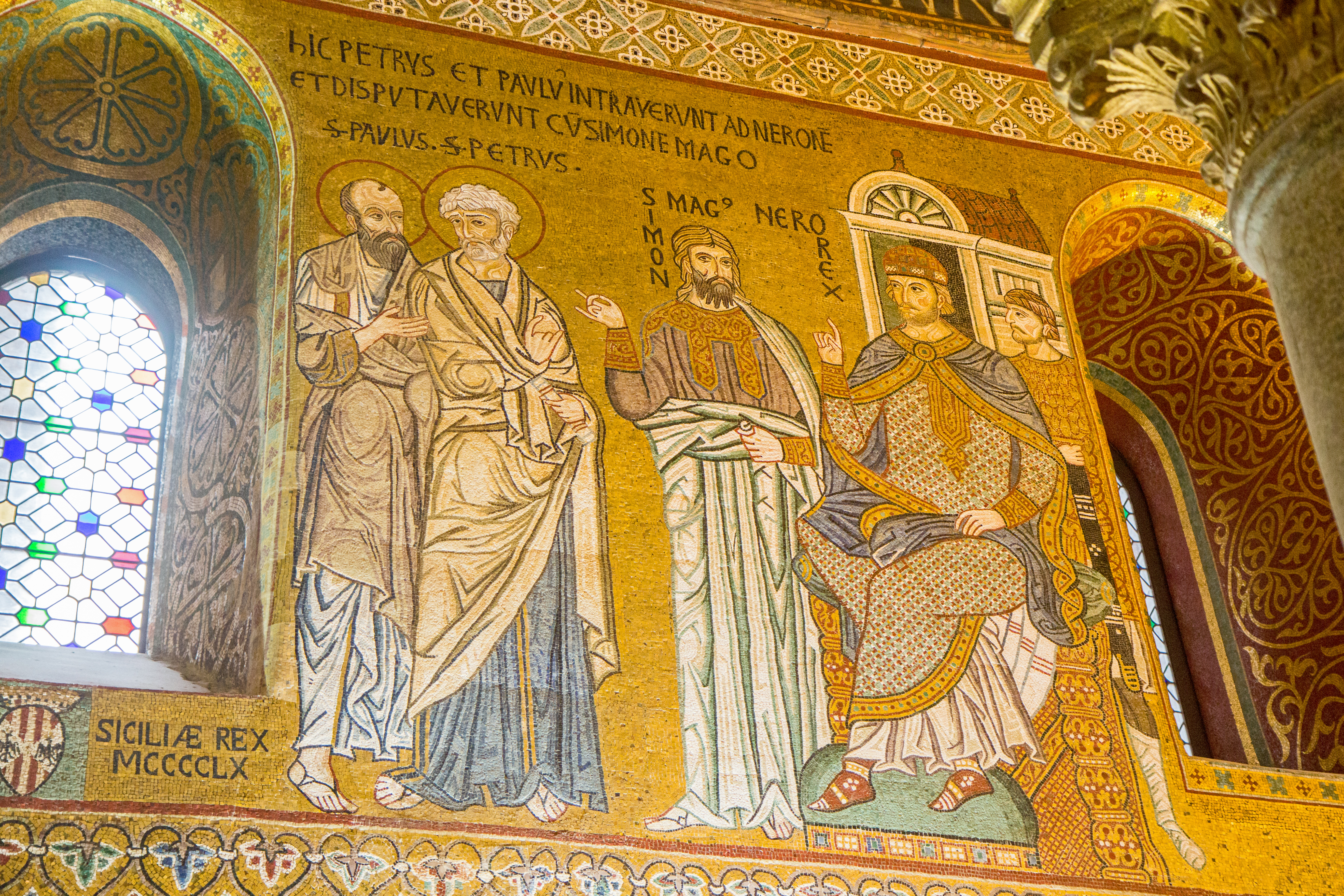
Sfinții Petru și Pavel pe de o parte, Simon Magul și împăratul Nero pe de alta, mozaic din sec. al XII-lea, Cappella Pallatina, Palermo

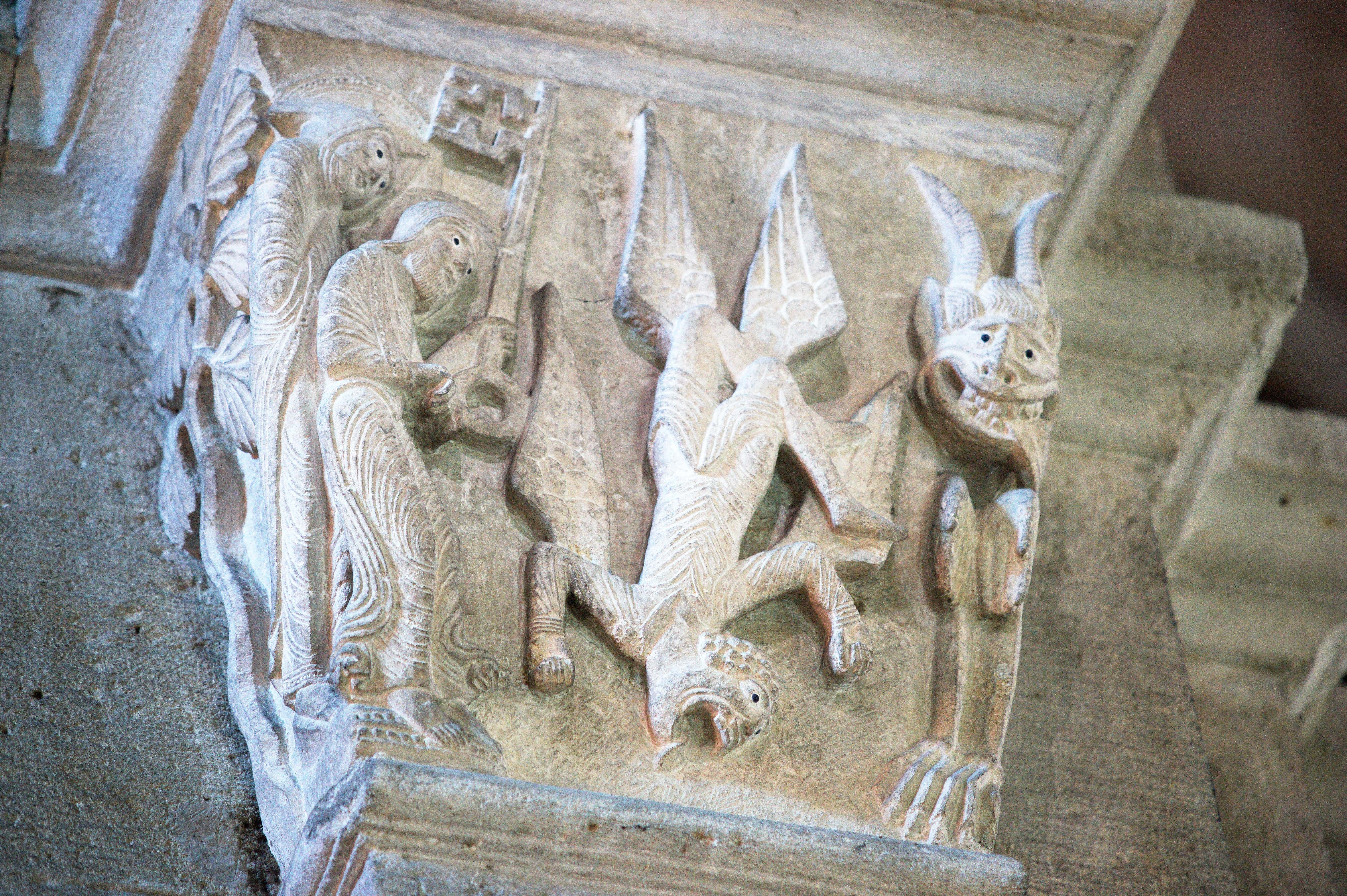
Prăbușirea lui Simon Magul în prezența Sfântului Petru (în stânga, cu o cheie în mână), capitel romanic, Catedrala din Autun

Ajuns la Roma în jurul anului 57 e.n., Petru a devenit șeful comunității iudeo-creștine din Roma, unde l-a reîntâlnit pe Pavel. Una din legende afirmă că Petru și Pavel ar fi cauzat prăbușirea și moartea lui Simon Magul în timpul unui zbor al acestuia în fața împăratului Nero (54-68 e.n.), ceea ce le-a atras arestarea. După o altă legendă, Petru și Pavel ar fi fost arestați în timpul represiunilor anticreștine declanșate de împăratul Nero după incendierea Romei în anul 64 e.n. Ar fi fost ținuți închiși în „Carcera Mamertinică”, situată între Capitoliu și Forumul Roman. Carcera consta din două celule suprapuse: o celulă superioară (închisoarea Romei) și o celulă inferioară (cea mai veche cameră din Roma, numită din anul 300 e.n. „Tullianum”). Mai târziu, capela amenajată în „Tullianum” a primit numele de „San Pietro in Carcere” - „Sf. Petru în Carceră”.
Conform scrierii Acta Petri⁠(en)[traduceți] din sec. al II-lea, Petru a  fost condamnat la moarte și executat prin crucificare cu capul în jos (la cererea lui), spre a se deosebi de modul răstignirii lui Isus, în jurul anului 67 e.n., lângă fostul circ al lui Caligula și Nero, în afara zidurilor Romei, pe terenul numit „Agger Vaticano”, și îngropat în apropierea Circului, în cimitirul-necropolă al celor neînstăriți, de lângă șirul de cavouri ale unor cetățeni romani mai bogați.

## Mormântul lui Petru
Istoricul Eusebiu de Cezareea (260-339) a menționat relatările diaconului roman Gaius din jurul anului 200, care a susținut că ar cunoaște locul unde se găsește mormântul lui Petru. Acolo s-ar găsi o inscripție, pe care stau scrise numele lui Isus și al lui Petru. În jurul anului 160, comunitatea creștină din Roma a înălțat un prim monument pe acel loc. Pe baza informațiilor lui Eusebiu de Cezareea și a monumentului existent, împăratul Constantin cel Mare (306-337) a dezgropat presupusul schelet, după care l-a reașezat în același loc, acoperind, totodată, mormântul cu un monument prevăzut cu o nișă cu marmoră („Tropaion”). Pe „Tropaionul” constantinian, păstrat până în zilele de azi, stă inscripția prescurtată (în limba greacă): Petr ene (Petros enestin= Petru se găsește înăuntru). În anul 324, Constantin cel Mare a ordonat nivelarea dealului „Agger Vaticano”, rambleierea părților supraterane ale vechiului cimitir, decaparea cavourilor din vechea necropolă (ce depășeau nivelul zero al terenului) și construcția unei bazilici dedicate lui Petru, păstrând monumentul „Tropaion” ca axă a altarului.

#### Cercetările din anii 1940

O cruce a Sfântului Petru este o cruce latină inversată

Papa Pius XII a dispus, în anul 1939, efectuarea unor săpături arheologice sub Bazilica San Pietro din Roma, spre a se constata dacă mormântul și osemintele aparțin într-adevăr lui Petru. Cercetările au avut loc între anii 1940-1949. Analiza antropologică a scheletului a indicat lipsa oaselor de la genunchi în jos, ceea ce, după unii, ar putea fi un indiciu că scheletul ar aparține lui Petru, în ipoteza că ar fi fost crucificat cu picioarele în sus, iar la coborârea de pe cruce picioarele ar fi fost retezate de la genunchi. Împotriva acestei ipoteze stau două argumente: 
- nu s-au găsit urme de străpungere ale mâinilor cu piroane
- reconstituirea nu arată că ar fi vorba de un bătrân de 60-70 ani, cu o statură impunătoare (cum se spune că ar fi fost Petru)

Craniul lui Petru, împreună cu presupusul craniu a lui Pavel, au fost duse și păstrate (până în ziua de azi) în cutia-osuar de sub altarul din bazilica San Giovanni in Laterano din Roma.

#### Petru la Roma
Primatul papal se bazează, conform tradiției catolice, pe succesiunea apostolică de la Petru până în prezent. Noul Testament nu spune nimic despre faptul că Petru s-ar fi aflat la Roma, dar tradiția Bisericii afirmă o astfel de prezență.
Nu există dovezi clare biblice sau științifice care să ateste sau să facă dovadă ca apostolul Petru a stat prea mult la Roma. În general, așa stau lucrurile cu aproape toate mărturiile despre apostoli și sfinți: ele sunt, mai degrabă, fantezii teologice decât realități sau izvoare istorice, lucru pe care îl afirmă însăși o definiție a cuvântului „hagiografie” din Marele dicționar de neologisme. Hagiografiile, în special cele medievale, sunt folosite drept surse care puteau încorpora istoria instituțională și locală și ca izvoare istorice pentru practici religioase, obiceiuri și tradiții, mai degrabă decât izvoare istorice despre personajele lor principale.
Faptul că Petru a fost episcop al Romei este confirmat de unele dovezi pozitive și, totodată, infirmat de dovezi negative. În consecință, unii istorici au pus la îndoială această viziune tradițională a rolului lui Petru în Biserica Romană primară. Totuși, cei mai mulți cercetători, atât catolici, cât și protestanți , cu deosebire cei catolici, conchid că Petru a fost, într-adevăr, martirizat la Roma, în timpul împăratului Nero. Locul martiriului său este considerat Circul lui Nero, în apropiere de care a fost înmormântat.

## Relicve
În secolul al XVI-lea vechea bazilică Sf. Petru a lui Constantin cel Mare a fost demolată pentru a face loc actualei Bazilici San Pietro. În bazilica "San Pietro in Vincoli" („Sf. Petru în lanțuri”) din Roma se păstrează în tabernaculul de sub altar presupusele lanțuri cu care Petru ar fi fost legat în închisoarea din Ierusalim, precum și lanțurile din „Carcera Mamertinică”. Lanțurile din Ierusalim ar fi fost aduse la Roma de către Eudoxia, fiica împăratului Theodosius (379-395), soția co-împăratului Valentianus al II-lea (383-392), în urma unui pelerinaj la Ierusalim. Lanțurile din „Carcera Mamertinică” ar fi fost descoperite la începutul secolului al II-lea de către temnicerul roman Quirinus de Neuss.

## „Quo vadis?“
Conform Legendei Aurea de Jacobus da Voragine, publicată în secolul XIII, în preajma capelei „Quo vadis, Domine?” din Roma de pe Via Appia, Petru l-ar fi revăzut ultima dată pe Iisus, în momentul în care voia să fugă din Roma, spre a scăpa de martiriu. Petru l-ar fi întrebat pe Iisus: Quo vadis, Domine? („Încotro te-ndrepți, Doamne ?”), la care Isus i-ar fi răspuns: "Vado Romam venio iterum crucifigi" ("Am venit la Roma, spre a fi din nou crucificat"). Rușinat de observația lui Isus, Petru s-ar fi reîntors la Roma, primind martiriul.

## Activitate
Petru și-a început activitatea la Ierusalim, apoi a fost primul episcop al Antiohiei (Martirologiul roman, înainte de reforma calendarului, avea o sărbătoare a "Catedrei lui Petru de la Antiohia"). Apoi, a ajuns la Roma, centrul Imperiului, unde a suferit martiriul, încununându-și, astfel, drumul în slujba Evangheliei. De aceea, Roma a fost recunoscută ca sediu al succesorului lui Petru (Papa), iar "catedra" episcopului Romei o reprezintă pe cea a Apostolului desemnat de Christos să pască întreaga lui turmă.
Acest lucru este dovedit de Părinții Bisericii. De pildă, Irineu de Lyon (originar din Asia Mică) descrie Biserica Romei ca "cea mai mare și mai veche, cunoscută de toți; ... întemeiată și statornicită la Roma de cei doi apostoli preaslăviți, Petru și Pavel", adăugând: "Cu această Biserică, datorită înălțimii ei, trebuie să se acorde întreaga Biserică universală, așadar, credincioșii care sunt pretutindeni" (Adversus haereses III, 3, 2-3). De aceea, Catedra Episcopului Romei nu reprezintă numai slujirea creștinilor din Roma, ci misiunea de călăuzire a întregului Popor al lui Dumnezeu.
Sărbătoarea are o semnificație profund spirituală, fiind un semn privilegiat al iubirii lui Dumnezeu, Păstorul cel bun și veșnic, ce-și adună întreaga Biserică și o călăuzește pe calea mântuirii. O mărturie a Sfântului Ieronim face referire explicită la "catedra" lui Petru, ca loc sigur al adevărului și păcii: "Am hotărât să întreb catedra lui Petru, unde se află acea credință pe care buzele unui Apostol au preamărit-o; vin acum să cer hrană pentru sufletul meu aici, unde, într-o vreme, am primit veșmântul lui Christos. Nu urmez alt primat decât pe cel al lui Christos; de aceea, mă unesc cu frumusețea sa, deci cu Catedra lui Petru. Știu că pe această piatră este zidită Biserica" (Epistole, I, 15, 1-2).

## Viziunea academică
Majoritatea bibliștilor resping ideea că Petru ar fi scris ceva din Biblie.
Unii istorici ai bisericii consideră că Petru și Pavel au fost martirzați sub domnia lui Nero, în jurul anului 65 d.Hr. după Marele Foc al Romei. În prezent, majoritatea cărturarilor catolici, și mulți cărturari în general, susțin opinia că Petru a fost martirizat la Roma sub domnia lui Nero.
În timp ce se acceptă că Petru a venit la Roma și a fost martirizat acolo, nu există dovezi istorice că ar fi deținut funcții episcopale acolo. Conform celor două studii ample publicate de filologul german Otto Zwierlein⁠(de)[traduceți] în 2009 și respectiv 2013, „nu există o singură dovadă literară de încredere (și nici dovezi arheologice) că Petru a fost vreodată la Roma.”
 Prima scrisoare a lui Clement din Roma, un document datat între anii 90 și 120, este una dintre primele surse aduse în sprijinul șederii lui Petru la Roma, dar Zwierlein pune la îndoială autenticitatea textului și dacă are vreo cunoștință despre viața lui Petru dincolo de ceea ce este cuprins în Noul Testament, adică Faptele Apostolilor. De asemenea, scrisoarea nu menționează niciun loc anume, spunând doar: „prin invidie nedreaptă, a îndurat nu una sau două, ci numeroase munci și când a suferit în cele din urmă martiriul, a plecat la locul de glorie care i se cuvine” (cap. 5).
O scrisoare către romani atribuită lui Ignatie de Antiohia ar putea implica faptul că Petru și Pavel aveau o autoritate specială asupra bisericii romane, spunându-le creștinilor romani: „Eu nu vă poruncesc, așa cum au făcut Petru și Pavel” (cap. 4), deși Zwierlein spune că s-ar putea referi pur și simplu la Epistolele Apostolilor sau la lucrarea lor de misiune în oraș, nu la o autoritate specială dată sau acordată. Zwierlein pune la îndoială autenticitatea acestui document și datarea sa tradițională din c. 105-10, spunând că ar putea să apară din ultimele decenii ale secolului al II-lea în loc de la început.
Istoricul antic Josephus descrie modul în care soldații romani se amuzau prin răstignirea criminalilor în diferite poziții, și este probabil că acest lucru ar fi fost cunoscut de autorul „Faptelor lui Petru”. Poziția atribuită răstignirii lui Petru este astfel plauzibilă, fie că s-a întâmplat istoric, fie că a fost o invenție a autorului „Faptelor lui Petru”. Moartea, după răstignire cu capul în jos, este puțin probabil să fie cauzată de sufocare, „cauza morții obișnuite în răstignirea obișnuită”.
Istoricii protestanți și seculari sunt în general de acord că probabil „nu a existat un singur episcop « monarhic » la Roma înainte de mijlocul secolului al II-lea... și probabil mai târziu”.

## Biserici închinate Sfântului Petru
- Bazilica San Pietro din Roma
- Biserica „San Pietro in Gallicantu” („Sf. Petru la Cântatul cocoșului”) din Ierusalim, pe versantul estic al Dealului Sion, pe unul din prezumtivele locuri de amplasament a casei Marilor Preoți Ana (Anna, Hannas) și Caiafa (Kaiphas). În curtea acestei case, Petru ar fi fost recunoscut - după accentul galilean - de către o femeie de serviciu, negând de 3 ori, așa cum a prezis Iisus, înainte de cântatul cocoșului, că l-ar cunoaște pe Isus. În pivnița acelei biserici se găsește o carceră săpată în stâncă, în care Iisus ar fi fost ținut închis. Locul nu corespunde însă realului amplasament istoric al casei Marilor Preoți Anna și Caiafa.
- Biserica „Sf. Petru” (sau „Biserica Primatului”) din Tabgha (mică localitate pe malul lacului Genesareth, la câțiva kilometri sud-vest de Capernaum), unde Isus ar fi reapărut apostolilor, făcând remarca lui Petru, interpretată ulterior (ca și cea din Caesarea Philippi) drept testament succesoral.
- Bazilica San Pietro in Montorio cu monumentul „Tempietto” pe panta estică a „Dealului Gianicolo” din Roma, construită pe cel de al doilea loc presupus de crucificare a lui Petru.
- Biserica Sfântul Petru din Cluj
- Biserica Sf. Petru și Pavel din Sibiu
- Catedrala Episcopală a Hușilor